# Solarización
La solarización es un fenómeno fotográfico en el que la imagen sobre un material sensible a la luz invierte su tono de un modo total o parcial, este proceso puede efectuarse sobre un negativo o una copia fotográfica. Tras la inversión las zonas oscuras aparecen como zonas de luz y a la inversa, apareciendo un borde definido entre las zonas contrastadas. La solarización fue creada accidentalmente por la fotógrafa y fotoperiodista Lee Miller en el laboratorio de Man Ray, quién durante muchos años se atribuyó el mérito.

## Fundamento del fenómeno

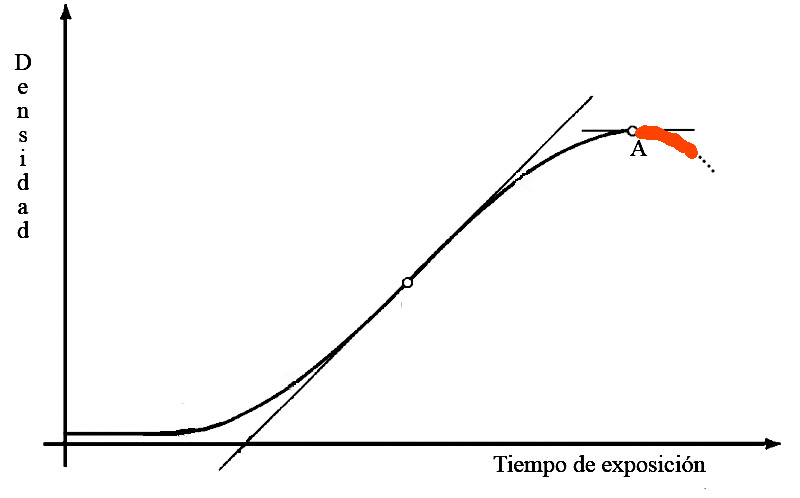
Curva de densidad.

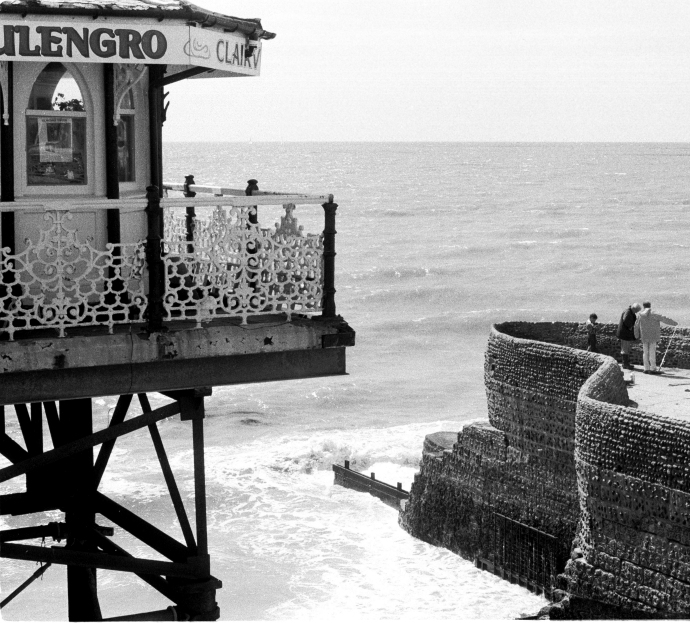
Fotografía normal.

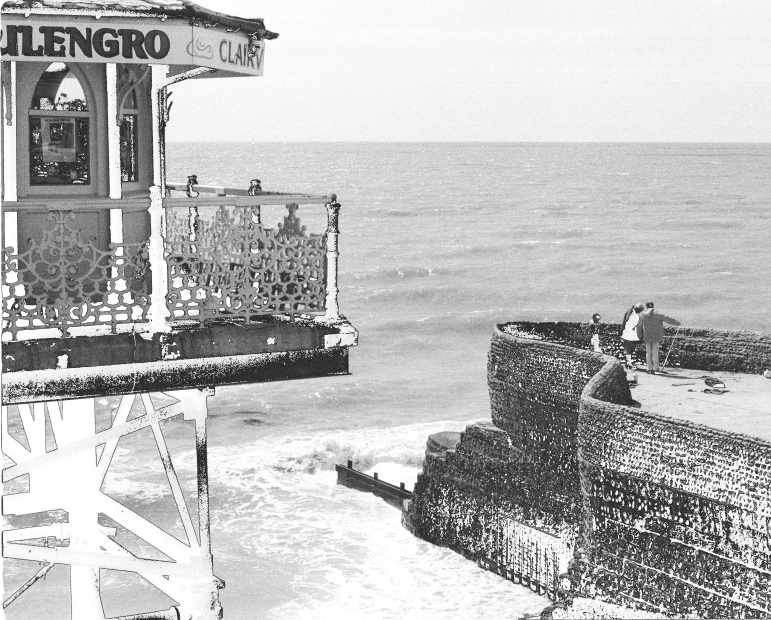
Fotografía obtenida de un negativo solarizado.

Al observar la curva típica de densidad de una película fotográfica se observa que la densidad crece hasta un valor máximo a partir del cual tiene una pequeña caída. La utilización de esa característica es la que permite manipular las condiciones del revelado de la misma para conseguir el efecto de la solarización.
De ese modo existe una pequeña zona que cambia su densidad al aumentar el tiempo de exposición por encima de la máxima densidad.

## Efecto Sabattier
Inicialmente, el término solarización se utiliza para describir el efecto observado en casos de gran sobreexposición del negativo en la cámara. Cuando se genera un efecto similar en el cuarto oscuro se llama pseudo-solarización o efecto Sabattier. Esta sutil distinción ha dejado de hacerse en la jerga de la fotografía contemporánea.
El efecto fue descrito por primera vez en 1859 en el libro L'Art du Photographe de H. de la Blanchere. De nuevo en 1860 fue descrito por LM Rutherford y CA Seely en números sucesivos de la revista American Journal of Photography y en el mismo año por el Conde Schouwaloff en la publicación francesa Cosmos. El fenómeno debería haber sido bautizado como el efecto Blanchere, ya que no fue descrito por Sabattier hasta 1860 en la revista Cosmos y en otro artículo de 1862 publicado en el boletín de la Sociedad Francesa de Fotografía.
El efecto se produce por una fuerte sobreexposición por error o bien por una exposición accidental del material sensible a la luz blanca. Lee Miller hizo este descubrimiento de modo accidental trabajando con Man Ray y a partir de ahí perfeccionó esta técnica. Existen bastantes publicaciones del siglo XIX que señalan la existencia de este fenómeno y en la mayoría de los casos tuvo su origen en el encendido de una luz durante el proceso de revelado de la película o el papel fotográfico.
Normalmente se puede obtener el efecto mediante una breve exposición a la luz actínica, sin embargo, es más sencillo que la exposición a la luz se realice durante el revelado del papel. En la solarización no solo se invierten los tonos de la imagen, además se produce el efecto Eberhard o efecto de borde por el que se genera una línea entre los tonos más contrastados que se suele llamar línea de Mackie; si la solarización se ha producido en la película esta línea es blanca, mientras que si ha producido durante el revelado del papel es oscura, casi negra.

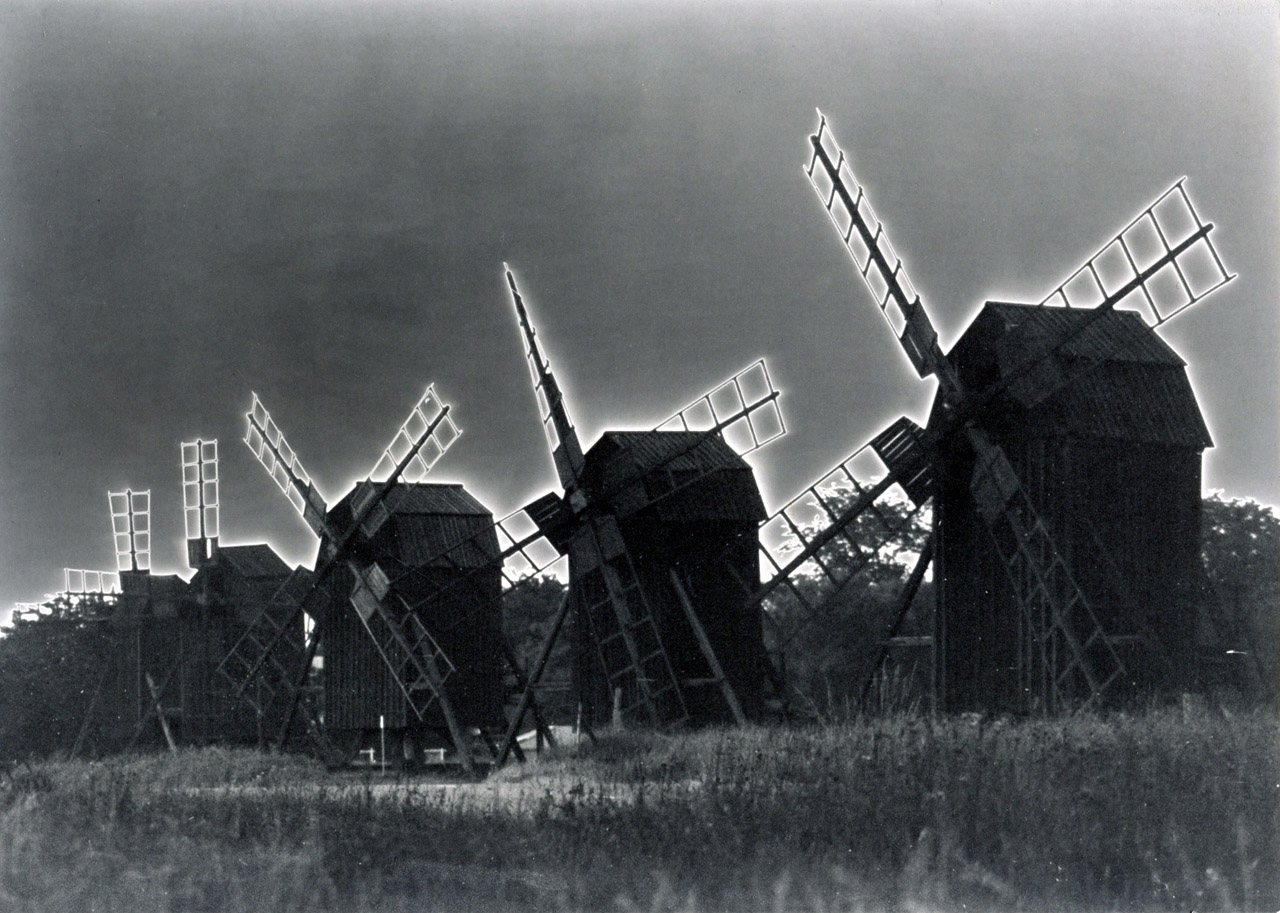
Ejemplo de pseudo-solarización en un positivo.

## Procesado en el laboratorio
La solarización es muy difícil de gestionar para obtener resultados consistentes ya que la elección cuidadosa de la cantidad de luz utilizada y el momento preciso en el que proporcionar la exposición adicional durante el revelado proporciona resultados diferentes.
Las fases del proceso para conseguir la pseudo-solarización en fotografías en blanco y negro son:
- se expone la película o el papel fotográfico
- se hace un revelado durante una parte del tiempo necesario
- se realiza una segunda exposición a la luz del negativo o del papel con luz blanca
- se completa el revelado del material sensible apareciendo ya el efecto de la solarización, no se recomienda agitar el material durante este revelado para poder controlar mejor el efecto
- finalmente se procede al fijado y lavado habitual de la copia.

A modo de guía, una exposición de 1 segundo para una lámpara 25 vatios a 2 metros de distancia en torno al final del primer minuto de revelado puede producir resultados aceptables. Si la exposición se realiza con el papel revelándose todavía en la bandeja de revelado, es importante detener la agitación al menos 10 segundos antes de la exposición para permitir que las burbujas en la superficie se dispersen y para asegurar que el papel esté sobre el fondo. 
Solarizar imágenes en color es más difícil debido al control más cuidadoso de la temperatura y el tiempo que se necesita y porque la mayoría de los aficionados revelan con en una cubeta de tambor en vez de una plana. Sin embargo se tiene la ventaja de que al utilizar luces de diferentes colores se consiguen efectos más diversificados; no obstante se trata de un proceso de gran complejidad para su control.
Se puede solarizar el negativo y posteriormente el papel con lo que se tendrá una doble solarización, sin embargo el resultado no suele ser satisfactorio al producirse imágenes con poco contraste y mala definición.

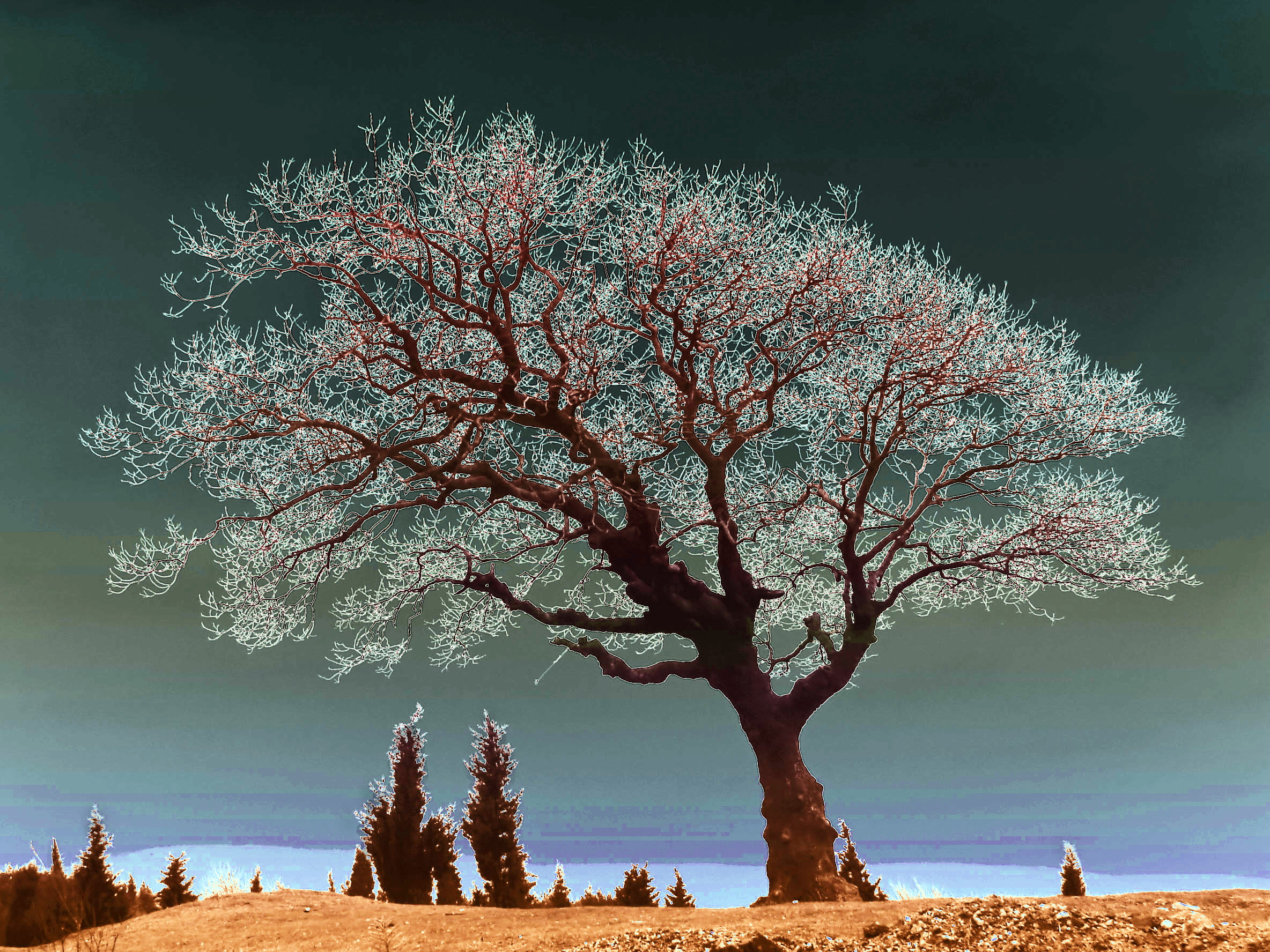
Efecto en una imagen en color.

## Solarización en las tecnologías digitales
Un proceso similar de inversión de los tonos y de aparición de un borde puede realizarse en las imágenes generadas por mecanismos digitales, para ello los programas de edición digital de imágenes suelen disponer de filtros o procedimientos que permiten variar unos pocos parámetros para controlar el efecto, cuando no se genera de un modo completamente automático. 
El fundamento del proceso consiste en invertir el color de los píxeles cuya luminosidad sobrepase un límite que se puede establecer. Sobre una imagen en blanco y negro se puede conseguir el efecto ajustando las curvas gamma en forma de "V invertida", variando después los efectos con capas de ajuste y cambiando los parámetros de opacidad, etc. La línea de Mackie se puede obtener en la mayoría de los editores con un filtro que lleva la opción nombrada como Hallar borde o algo similar.